# Heimatmuseum Nellingen

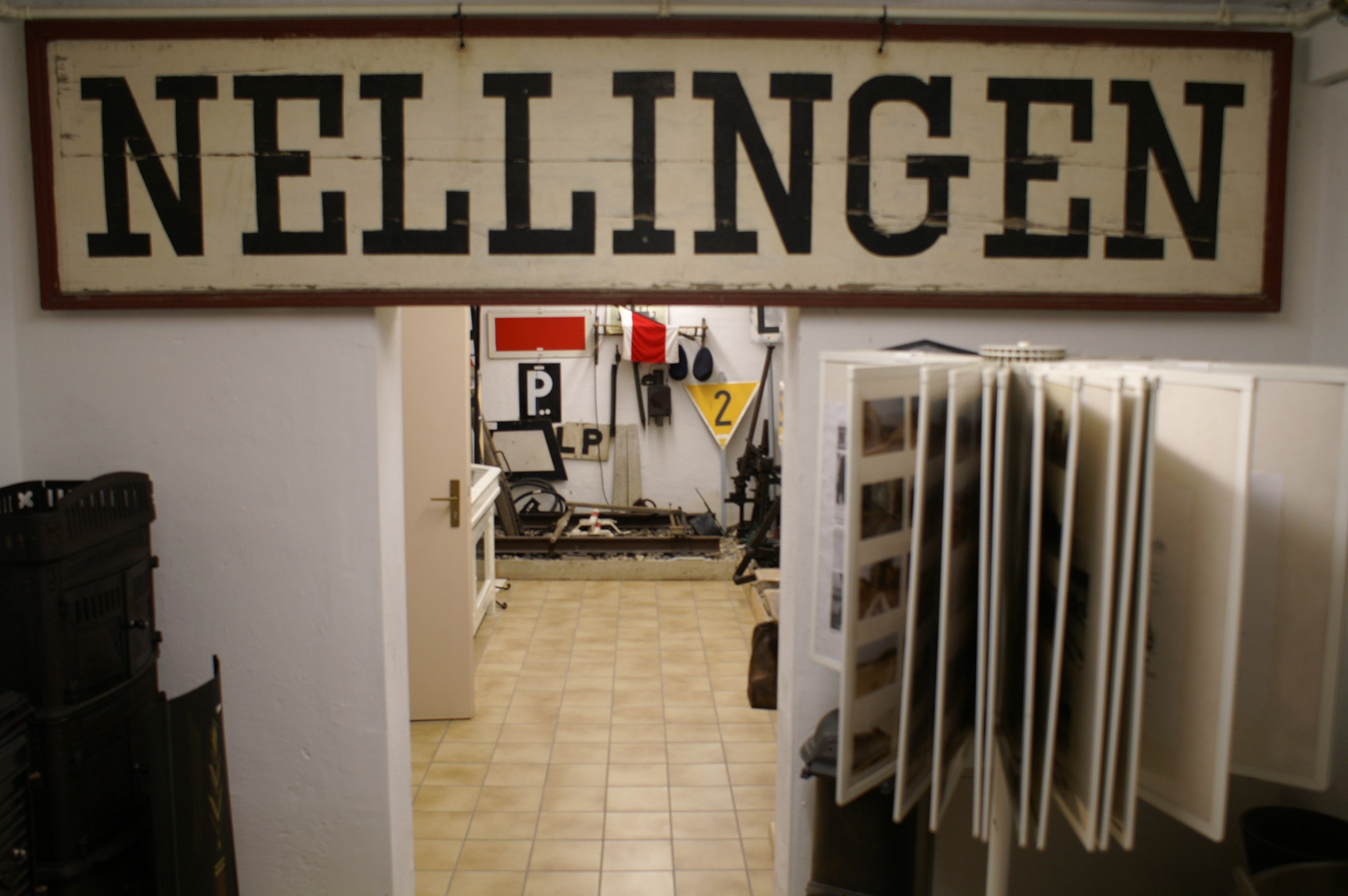
Auch die Geschichte des Albbähnle ist im Nellinger Heimatmuseum dokumentiert

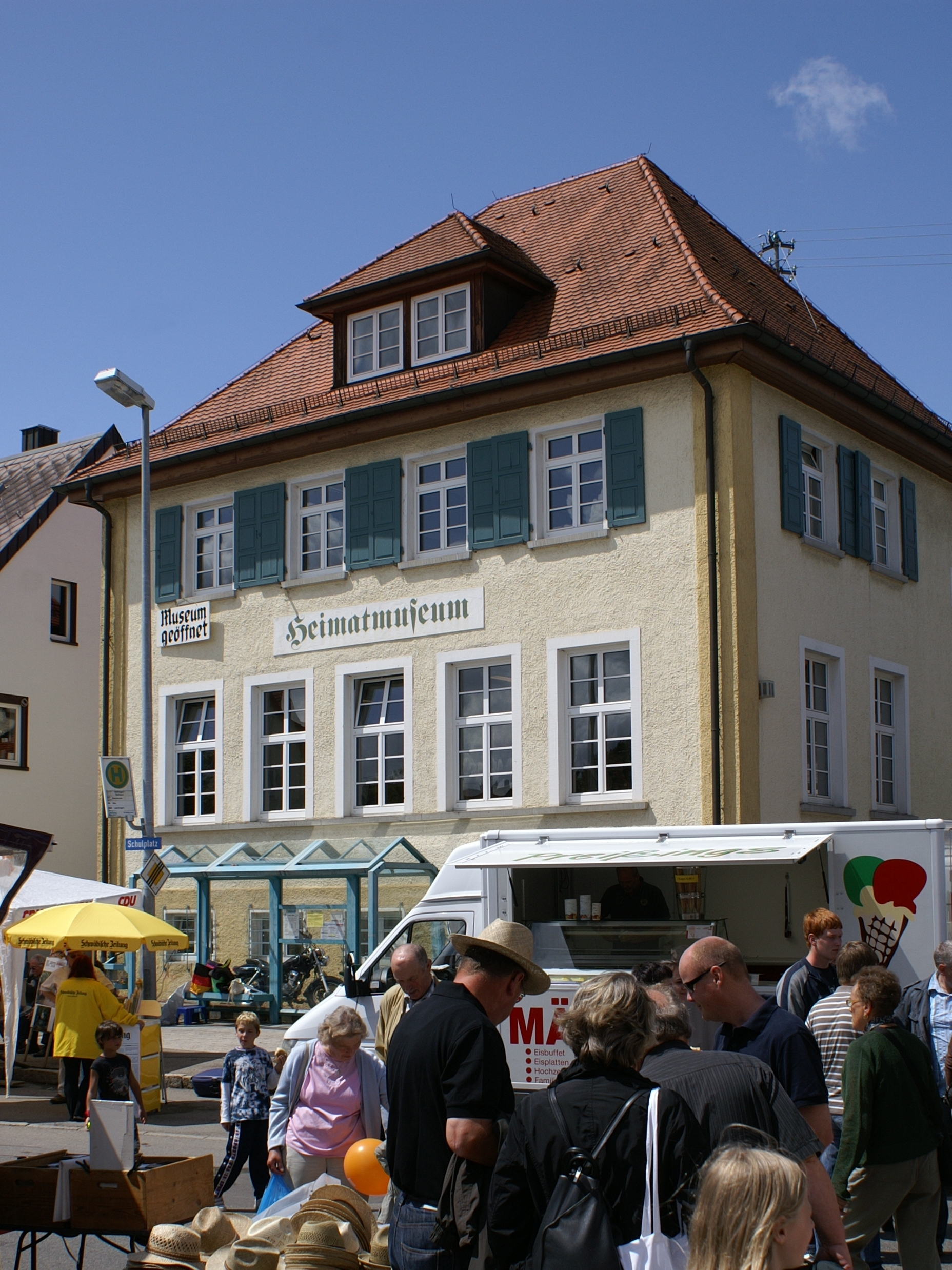
Das Heimatmuseum in der Nellinger Dorfmitte

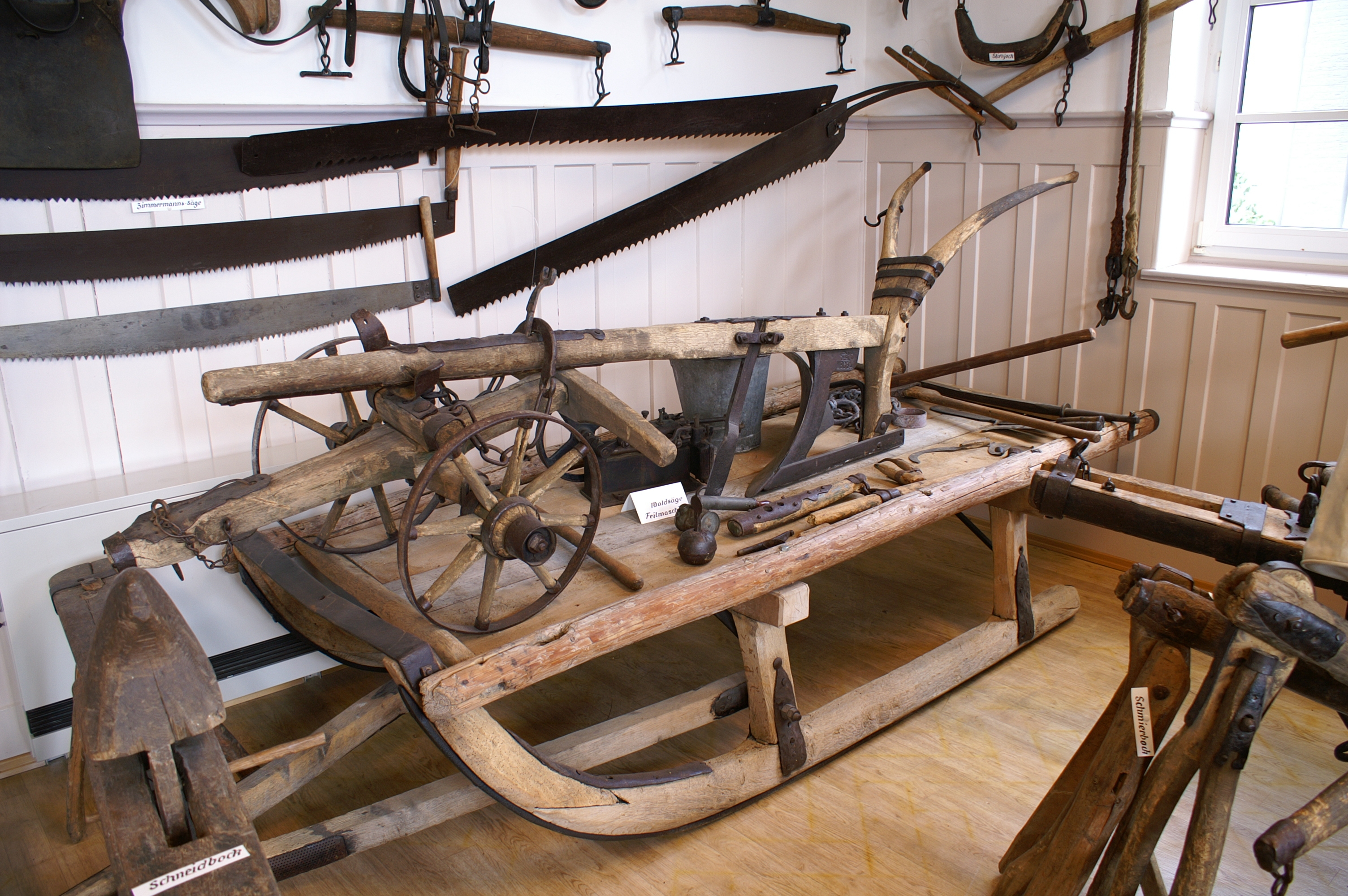
Zahlreiche historische land- und forstwirtschaftliche Geräte sind im Heimatmuseum Nellingen ausgestellt

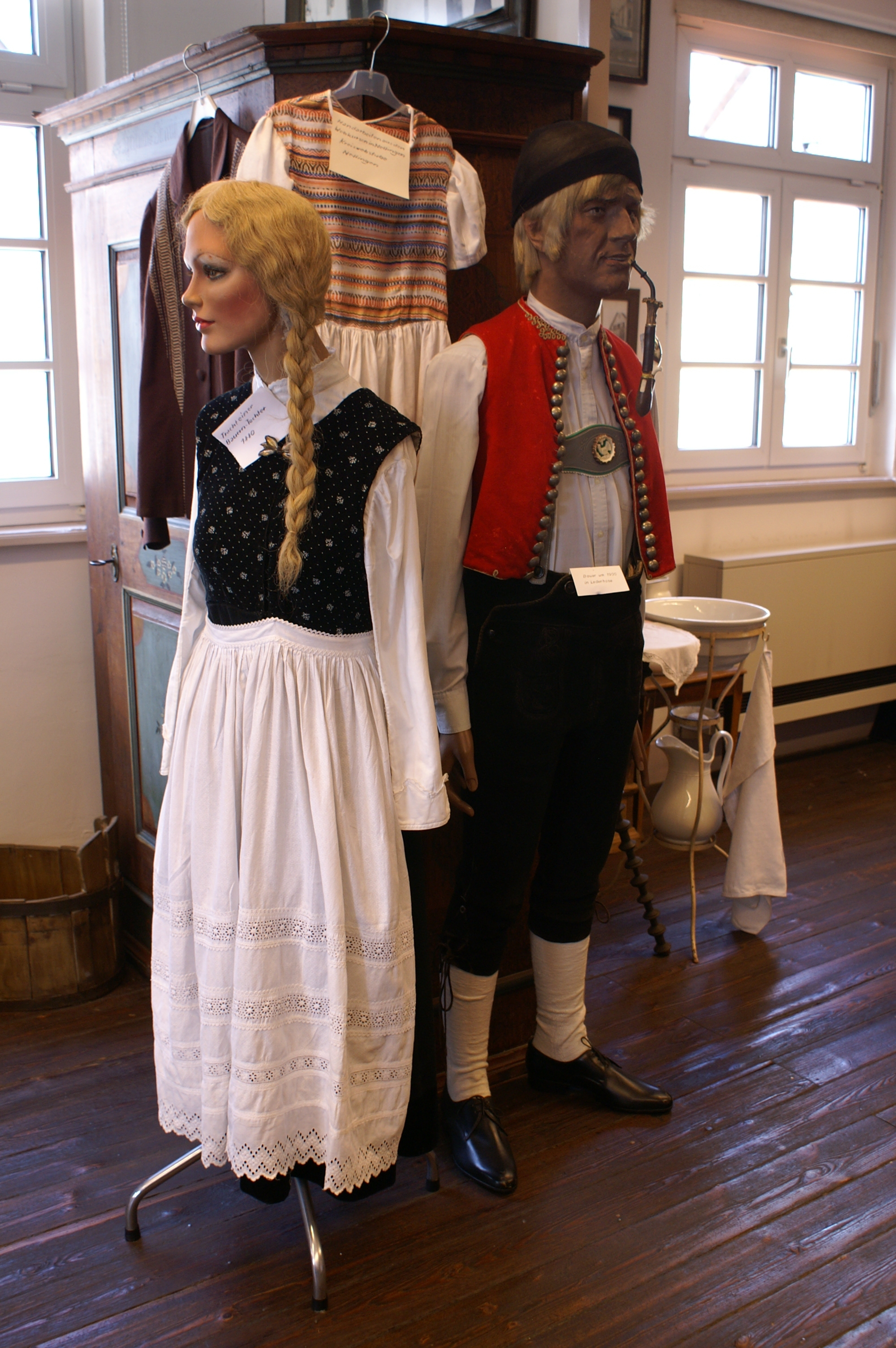
Älbler-Trachten

Das Heimatmuseum Nellingen im ehemaligen Schulhaus in der Dorfmitte von Nellingen auf der Schwäbischen Alb wurde 1975 eröffnet.

## Geschichte
Im Jahr 1972 wurde in Nellingen die Verleihung des Marktrechts durch Kaiser Karl IV. gefeiert. Für diese 600-Jahr-Feier wurde ein Heimatbuch herausgegeben und mit den Vorbereitungen für ein Heimatmuseum begonnen. Am 20. April 1975 konnte das Museum in dem 1927 erbauten ehemaligen Schulhaus eingeweiht werden. Eine grundlegende Renovierung des Gebäudes erfolgte in den Jahren 1988 und 1989, und das Museum wurde im Untergeschoss und im Bühnenraum erheblich erweitert.

## Die Sammlungen
Das Museum vermittelt einen Eindruck vom Arbeiten und Leben auf der Schwäbischen Alb in früheren Zeiten. Eine Vielzahl historischer landwirtschaftlicher Geräte befindet sich in der Sammlung. Ein Getreide-Ableger, eine kleine Dreschmaschine, ein Holzpflug und ein Kippkarren sind ebenso vorhanden wie Geschirre für Zugtiere.
Eine Bauernstube mit alten Schränken, Truhen, Älbler-Trachten und zahlreiche Konfirmanden-, Ehe- und Sterbetafeln sowie eine Küche mit alten Töpfen und Geschirr vermitteln ein lebendiges Bild vom Wohnen der Vorfahren auf der Schwäbischen Alb. Einblick in frühere handwerkliche Berufe erhalten die Museumsbesucher in den Werkstätten von Küfer, Sattler, Schuhmacher und Weber. Die Weberei spielte bis Anfang des 20. Jahrhunderts auch in Nellingen eine bedeutende Rolle. Im Museum wird vom Flachsanbau über Haspel, Spinnrad bis zum Webstuhl informiert.
Ausgestellt sind auch ein awarischer Spieß aus dem 7. Jahrhundert, römische Topfscherben sowie Fossilien, die während der Flurbereinigung auf der Nellinger Gemarkung gefunden wurden.
Die Geschichte der Schmalspurbahn Amstetten-Laichingen ist im Untergeschoss des Museums ausführlich dokumentiert. Die Bahn fuhr von 1900 bis 1985 bis nach Laichingen, heute verkehrt noch eine Museumsbahn von Amstetten bis nach Oppingen. Im Heimatmuseum Nellingen sind sämtliche Handwerkszeuge vorhanden, die Ende des 19. Jahrhunderts zum Bau der Bahn verwendet wurden. Der Fahrkartenschalter des Nellinger Bahnhofs steht ebenfalls im Museum.
Das Museum ist von April bis Oktober an jedem 1. Sonntag im Monat jeweils von 14.00 bis 17.00 Uhr geöffnet. Das Museum öffnet auch am Nellinger Jakobi-Markt (25. Juli) seine Pforten. Sonderführungen können jederzeit nach Voranmeldung, auch im Winter, durchgeführt werden. Informationen gibt es beim Schwäbischen Albverein, Ortsgruppe Nellingen oder über das Bürgermeisteramt Nellingen, Schulplatz 17, 89191 Nellingen – Telefon 07337/96300.